# Championnat d'Italie de rugby à XV de 2e division 2013-2014
Navigation
Série A 2012-2013 Série A 2014-2015
Le Championnat d'Italie de rugby à XV de 2e division 2013-2014 voit s'affronter vingt-trois équipes en deux groupes parmi lesquelles une est promue en Eccellenza et deux sont reléguées en Série B à la fin de la saison.

## Saison régulière

### Série A1
| L'Aquila Rubano Ravenne Florence Plaisance Udine Brescia Recco San Pietro Tirrenia Vérone Colorno |

| Équipe                     | Stade                         | Capacité | Ville      |
| -------------------------- | ----------------------------- | -------- | ---------- |
| Rubano Rugby               | Impianto sportivo             |          | Rubano     |
| Romagna RFC                | Campo via Montefiore          |          | Ravenne    |
| Aeroporto Firenze Rugby    | Impianto polivalente Padovani |          | Florence   |
| ASD Rugby Lyons            | Campo Walter Beltrametti      |          | Plaisance  |
| ASD Rugby Udine 1928       | Rugby Stadium O. Gerli        |          | Udine      |
| Rugby Brescia              | Campo Aldo Invernici          |          | Brescia    |
| Pro Recco Rugby            | Campo Carlo Androne           |          | Recco      |
| S. Margherita Valpolicella | Campo Comunale                |          | San Pietro |
| L'Aquila Rugby             | Stade Tommaso-Fattori         | 9 200    | L'Aquila   |
| A. Nazionale Tirrenia      | Stade Carlo-Montano           |          | Tirrenia   |
| F. & M. CUS Verona         | Campo Gavagnin - Nocini       |          | Vérone     |
| Rugby Colorno FC           | -                             |          | Colorno    |

### Classement de la phase régulière
| Rang | Club                    | J  | V  | N | D  | Bo | Bd | Pm  | Pe  | Diff | Pts |
| ---- | ----------------------- | -- | -- | - | -- | -- | -- | --- | --- | ---- | --- |
| 1    | L'Aquila Rugby (R)      | 22 | 17 | 4 | 1  | 11 | 1  | 611 | 327 | +284 | 88  |
| 2    | Pro Recco Rugby         | 22 | 15 | 1 | 6  | 11 | 3  | 603 | 439 | +164 | 76  |
| 2    | ASD Rugby Lyons         | 22 | 15 | 2 | 5  | 9  | 2  | 657 | 423 | +234 | 75  |
| 4    | A. Nazionale Tirrenia   | 22 | 13 | 2 | 7  | 13 | 2  | 647 | 446 | +201 | 71  |
| 5    | F. & M. CUS Verona      | 22 | 12 | 2 | 8  | 6  | 4  | 509 | 396 | +113 | 62  |
| 6    | S. Margherita (P)       | 22 | 11 | 3 | 8  | 7  | 4  | 468 | 388 | +80  | 61  |
| 7    | Rugby Colorno FC (P)    | 22 | 11 | 1 | 10 | 6  | 6  | 456 | 452 | +4   | 58  |
| 8    | Rugby Brescia           | 22 | 8  | 2 | 12 | 3  | 4  | 421 | 506 | -85  | 43  |
| 9    | ASD Rugby Udine 1928    | 22 | 9  | 0 | 13 | 2  | 2  | 344 | 496 | -152 | 40  |
| 10   | Rubano Rugby            | 22 | 8  | 0 | 14 | 1  | 4  | 367 | 518 | -151 | 37  |
| 11   | Aeroporto Firenze Rugby | 22 | 3  | 1 | 18 | 3  | 5  | 356 | 647 | -291 | 22  |
| 12   | Romagna RFC             | 22 | 1  | 0 | 21 | 3  | 4  | 400 | 801 | -401 | 11  |

|  | Qualifiés pour les demi-finales (no 1, no 2, no 3). |
|  | Play-off vs 2e Série A2 (no 10).                    |
|  | Play-out relégation (no 11, no 12)                  |
|  | P : promu Série A2 2013 • R : relégué 2013          |

### Série A2
| Gênes Pérouse Vicence Capoterra Alghero L'Aquila Turin Badia Prato Bénévent Padoue |

| Équipe                      | Stade                      | Capacité | Ville      |
| --------------------------- | -------------------------- | -------- | ---------- |
| CUS Torino Rugby            | Campo Carlo Guglielmino    |          | Grugliasco |
| Banco S. Giorgio CUS Genova | -                          |          | Gênes      |
| CUS Perugia                 | -                          |          | Pérouse    |
| Amatori R. Capoterra        | Campo Comunale             |          | Capoterra  |
| Amatori R. Badia            | Impianti sportivi comunali |          | Badia      |
| Amatori R. Alghero          | Campo Maria Pia            |          | Alghero    |
| Gran Sasso Rugby            | -                          |          | L'Aquila   |
| U.R. Prato Sesto            | -                          |          | Prato      |
| US Rugby Benevento          | -                          |          | Bénévent   |
| Valsugana Rugby PD          | -                          |          | Padoue     |
| Rangers Rugby Vicenza       | -                          |          | Vicence    |

### Classement de la phase régulière
| Rang | Club                   | J  | V  | N | D  | Bo | Bd | Pm  | Pe  | Diff | Pts |
| ---- | ---------------------- | -- | -- | - | -- | -- | -- | --- | --- | ---- | --- |
| 1    | Zhermarck Badia        | 20 | 15 | 1 | 4  | 4  | 1  | 505 | 372 | +133 | 67  |
| 2    | CUS Torino Rugby       | 20 | 12 | 1 | 7  | 7  | 7  | 453 | 294 | +159 | 64  |
| 3    | Valsugana Rugby PD (P) | 20 | 13 | 0 | 7  | 9  | 2  | 483 | 296 | +187 | 63  |
| 4    | Rangers Rugby Vicenza  | 20 | 13 | 0 | 7  | 3  | 4  | 411 | 314 | +97  | 59  |
| 5    | Gran Sasso Rugby (P)   | 20 | 11 | 0 | 9  | 6  | 4  | 400 | 377 | +23  | 54  |
| 6    | CUS Perugia (P)        | 20 | 10 | 0 | 10 | 3  | 4  | 400 | 406 | -6   | 47  |
| 7    | U.R. Prato Sesto (P)   | 20 | 8  | 0 | 12 | 6  | 5  | 421 | 494 | -73  | 43  |
| 9    | CUS Genova (P)         | 20 | 8  | 0 | 12 | 5  | 3  | 407 | 439 | -32  | 40  |
| 9    | Amatori R. Capoterra   | 20 | 7  | 1 | 12 | 3  | 6  | 421 | 515 | -94  | 39  |
| 10   | Amatori R. Alghero     | 20 | 7  | 0 | 13 | 5  | 4  | 422 | 526 | -104 | 33¹ |
| 11   | US Rugby Benevento (P) | 20 | 4  | 1 | 15 | 2  | 4  | 311 | 601 | -290 | 24  |

¹Amatori R. Alghero a été sanctionné de 4 points de pénalité pour ne pas avoir engagé d'équipes de jeunes en championnat.
|  | Qualifiés pour les demi-finales (no 1). |
|  | Play-off vs 10e Série A1 (no 2).        |
|  | Play-out relégation (no 8, no 9).       |
|  | Relégués en Série B (no 10, no 11).     |
|  | P : promu Série B 2013                  |

## Play-off promotion

### Demi-finales
| 18 mai 2014 | Amatori R. Badia | Annulé (–) | L'Aquila Rugby |  |
| 18 mai 2014 |                  |            |                |  |
| 18 mai 2014 |                  |            |                |  |

| 18 mai 2014 | Rugby Lyons Piacenza | 39 – 24 (–) | Pro Recco Rugby |  |
| 18 mai 2014 |                      |             |                 |  |
| 18 mai 2014 |                      |             |                 |  |

| 25 mai 2014 | L'Aquila Rugby | Annulé (–) | Amatori R. Badia |  |
| 25 mai 2014 |                |            |                  |  |
| 25 mai 2014 |                |            |                  |  |

| 25 mai 2014 | Pro Recco Rugby | 33 – 29 (–) | Rugby Lyons Piacenza |  |
| 25 mai 2014 |                 |             |                      |  |
| 25 mai 2014 |                 |             |                      |  |

### Finale
| 31 mai 2014 | L'Aquila Rugby | 28 – 18 (7 – 3) | Rugby Lyons Piacenza | Stadio XXV Aprile, Parme 1 280 spectateurs Arbitre : E. Rizzo |
| 31 mai 2014 |                |                 |                      | Stadio XXV Aprile, Parme 1 280 spectateurs Arbitre : E. Rizzo |
| 31 mai 2014 |                |                 |                      | Stadio XXV Aprile, Parme 1 280 spectateurs Arbitre : E. Rizzo |

## Play-off10eSérie A1 vs2eSérie A2
La Fédération a pris la décision d'annuler les 2 rencontres.
| 18 mai 2014 | CUS Torino Rugby | Annulé (–) | Rubano Rugby |  |
| 18 mai 2014 |                  |            |              |  |
| 18 mai 2014 |                  |            |              |  |

| 25 mai 2014 | Rubano Rugby | Annulé (–) | CUS Torino Rugby |  |
| 25 mai 2014 |              |            |                  |  |
| 25 mai 2014 |              |            |                  |  |

## Play-out relégation
| 18 mai 2014 | Amatori R. Capoterra | 20 – 20 (–) | Firenze Rugby 1931 |  |
| 18 mai 2014 |                      |             |                    |  |
| 18 mai 2014 |                      |             |                    |  |

| 18 mai 2014 | CUS Genova | 45 – 17 (–) | Romagna RFC |  |
| 18 mai 2014 |            |             |             |  |
| 18 mai 2014 |            |             |             |  |

| 25 mai 2014 | Firenze Rugby 1931 | 27 – 9 (–) | Amatori R. Capoterra |  |
| 25 mai 2014 |                    |            |                      |  |
| 25 mai 2014 |                    |            |                      |  |

| 25 mai 2014 | Romagna RFC | 33 – 20 (–) | CUS Genova |  |
| 25 mai 2014 |             |             |            |  |
| 25 mai 2014 |             |             |            |  |